# Neosabellaria rupicaproides
Neosabellaria rupicaproides är en ringmaskart som först beskrevs av Augener 1926.  Neosabellaria rupicaproides ingår i släktet Neosabellaria och familjen Sabellariidae. Inga underarter finns listade i Catalogue of Life.